# Zygmunt Chrzanowski

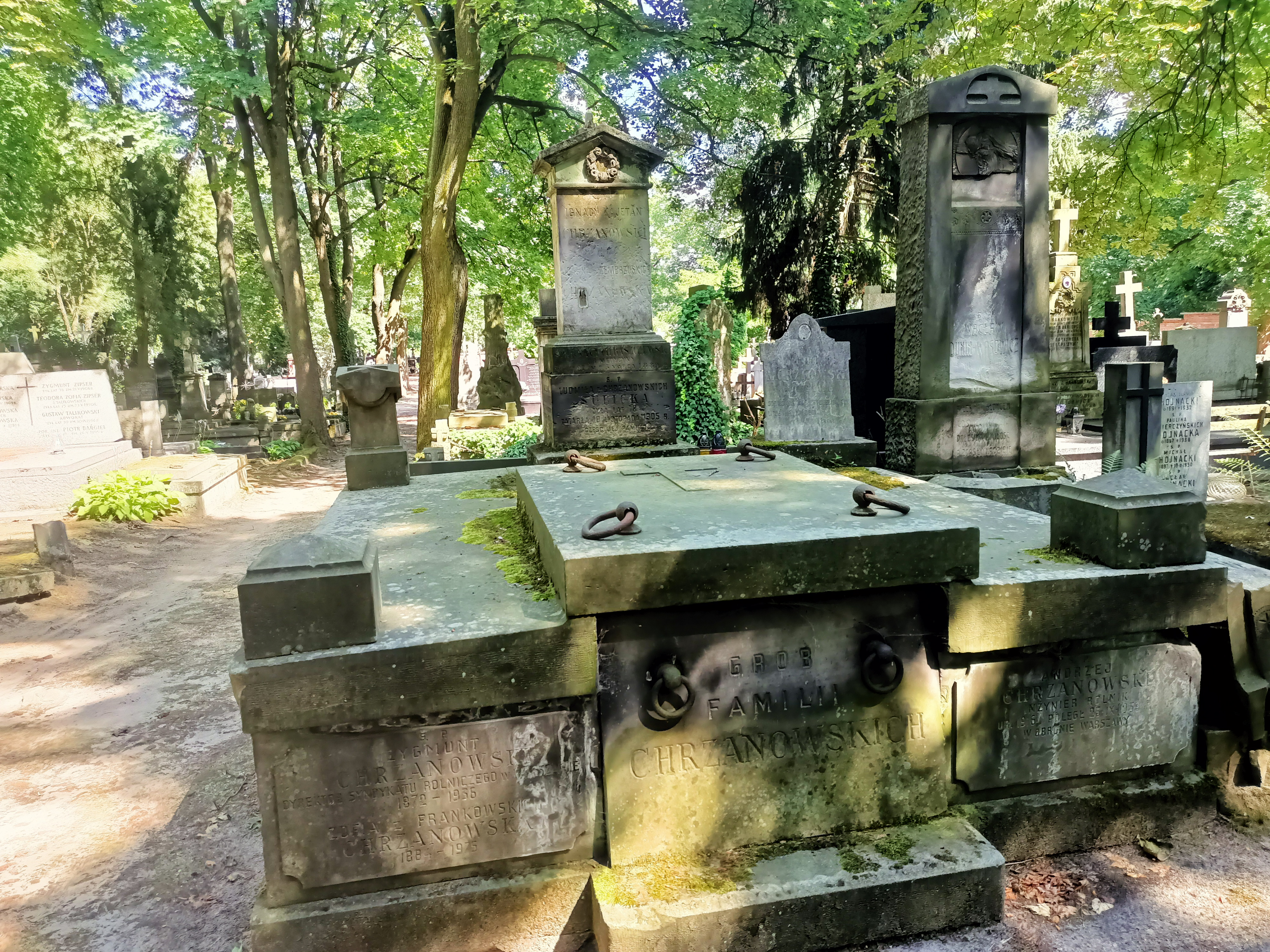
Grób Zygmunta Chrzanowskiego na Cmentarzu Powązkowskim w Warszawie

Zygmunt Chrzanowski herbu Korab (ur. 5 kwietnia 1872 w majątku Dziadkowskie, zm. 29 grudnia 1936 w Warszawie) − polski ziemianin, polityk, minister.

## Życiorys
Urodził się 5 kwietnia 1872 roku w majątku Dziadkowskie, w ziemiańskiej rodzinie Bolesława Ludwika Chrzanowskiego h. Korab (1832−1917) i Heleny z Dmochowskich h. Pobóg (1840−1914). Miał czworo rodzeństwa: Aleksego (1863−1929), Ignacego (1866−1940), Bolesława (1870−1931) i Marię Helenę (1878−1960). Studiował w Akademii Rolniczej w Taborze. Od 1904 roku, razem z bratem Bolesławem, zarządzał dziadkowskim majątkiem, w skład którego wchodził jeszcze folwark Siliwonki oraz wsie Dziadkowskie, Krynica, Siliwonki i Wygoda. W 1905 roku został dyrektorem Syndykatu Rolniczego w Siedlcach, a od 1909 roku dyrektorem Warszawskiego Syndykatu Rolniczego, w 1910 roku został prezesem Banku Towarzystw Spółdzielczych. Od 1914 roku był członkiem Ligi Narodowej. 
Podczas I wojny światowej pełnił obowiązki przewodniczącego Wydziału Gospodarczego Centralnego Komitetu Obywatelskiego oraz był członkiem Rady Głównej Opiekuńczej i Związku Samopomocy Ziemian.
Wybrany członkiem Rady Stanu w 1918 roku. W okresie od 23 października do 4 listopada 1918 roku był ministrem spraw wewnętrznych w rządzie Józefa Świeżyńskiego. Był ekspertem delegacji polskiej na  konferencji pokojowej w Paryżu w 1919 roku zajmującym się zagadnieniami gospodarczymi.
Od 1904 był mężem Zofii z Frankowskich (1884−1975), z którą miał syna Andrzeja (1916−1939) i córkę Barbarę (1918−1989).
Zmarł 29 grudnia 1936 w Warszawie. Pochowany 2 stycznia 1937 na cmentarzu Powązkowskim w Warszawie (kwatera I-13-1,2).

## Ordery i odznaczenia
- Krzyż Komandorski z Gwiazdą Orderu Odrodzenia Polski − 2 maja 1923 „za zasługi, położone na polu organizacji rolnictwa dla Rzeczypospolitej Polskiej”[9][10]